# Ben Askren
Ben Askren (Hartland, 18 de julho de 1984) é um lutador de artes marciais mistas e ex-wrestler amador norte-americano. Atualmente está aposentado. Sua última competição foi no peso-meio-médio do UFC.

## Wrestling
Askren foi um assistente de treinador de wrestling na Universidade do Arizona e foi um wrestler americano amador pela Universidade de Missouri. Ele é duas vezes Campeão Estadual em wrestling na Escola Secundária de Arrowhead em Hartland, Wisconsin.

### Wrestling colegial
No faculdade, ele lutou na categoria de 174 lb. Ele perdea luta do Campeonato da NCAA para Chris Pendleton em 2004 e 2005 antes de vencer em 2006 e 2007. Ele é conhecido pela sua incrível habilidade de pinagem (ele tem uma temporada NCAA de pinagens); seu afro enorme, e seu "funky", ou estilo, pouco ortodoxo no wrestling. Por exemplo, enquanto estava sendo montado no Campeonato de 2005, ele tentou atingir cerca e aplicar uma chave de pescoço para Pendleton, um movimento que qualquer treinador de wrestling desaprovaria. Seu corpo alto e magro - em forte contraste com a massa muscular da maioria dos wrestlers de topo — permite que ele faça movimentos que a maioria dos lutadores não faria. Essa característica levou a alguns momentos embaraçosos no início de sua carreira no freestyle. Seu irmão mais novo, Max também lutou para o Missouri e ganhou um Campeonato Nacional em 2010.
Ben teve uma dominante Temporada no Júnior em 2005–06, ganhando todas as 45 lutas que fez, pinando em 25 dessas lutas. Ele venceu na categoria de 174 pound facilmente, tanto no Big 12, como no Campeonato da NCAA. Ele venceu as lutas finais do Big 12 com 17–6 sobre Jacob Klein de Nebraska e as finais do NCAA por 14–2 sobre Jake Herbert, outro wrestler que estava invicto quando foi para as finais do NCAA, o futuro duas vezes Campeão da NCAA e futuro vencedor do Hodge Trophy, Jake Herbert de Northwestern. Sua temporada lhe rendeu o prêmio de Lutador Marcante do Campeonato da NCAA, bem como o Troféu Dan Hodge e Rev Wrestler do Ano.
Ele continuou à dominar na categoria Sênior na temporada de 2006–07, mantendo-se invicto com o recorde de 42–0. Ele venceu seu segundo Campeonato da NCAA em 174 pounds por derrotar outro futuro campeão do NCAA, o segundo no ranking Keith Gavin de Pittsburgh, 8–2. Ben finalizou sua carreira na faculdade com 87 lutas e todas com vitória. Ele também se tornou a segunda pessoa à vencer o Troféu Dan Hodge duas vezes, como a Revista W.I.N. nomeou o vencedor de 2007. Ben também foi novamente o Rev Wrestler do Ano. Além disso, ele também recebeu o Prêmio Schalles, em homenagem a Wade Schalles e dado ao prolífico pinner no fim de cada temporada.
Ben finalizou sua carreira universitária com o recorde de 153–8, sendo 91 dessas vitórias por pinagem. Essas 91 pinagens o colocaram em terceiro na lista de pinagens da NCAA Division I. Ele foi quatro vezes o All American, inclusive sendo apenas o décimo segundo wrestler da Division I a ser finalista quatro vezes. Askren foi nomeado para a ESPY em 2007 na categoria Melhor Atleta Masculino Universitário. Em 9 de Janeiro de 2012 foi anunciado que Askren seria um dos seis novos participantes do Hall da Fama Intercolegial de Atletas da Universidade de Missouri.

### Olimpíadas de 2008
| Res.    | Record | Adversário   | Placar   | Data       | Evento                  | Local          | Notas |
| ------- | ------ | ------------ | -------- | ---------- | ----------------------- | -------------- | ----- |
| Derrota | 1-1    | Ivan Fundora | 1-3, 0-4 | 12/08/2008 | Jogos Olímpicos de 2008 | Beijing, China |       |
| Vitória | 1-0    | István Veréb | Fall     | 12/08/2008 | Jogos Olímpicos de 2008 | Beijing, China |       |

Em 2008, Askren derrotou o vice-campeão nacional Tyrone Lewis em duas lutas consecutivas por decisão nos Ensaios Americano para as Olimpíadas em Las Vegas, tornando-se o segundo wrestler da Universidade de Missouri a se qualificar para as Olimpíadas. Sammie Henson, que participou do MU, mas terminou sua carreira universitária de wrestling em Clemson, nos Jogos Olímpicos de 2000, vencendo a medalha de prata. Askren competiu na categoria de 74 kg nas Olimpíadas 2008. Askren venceu a primeira luta por pinagem contra o húngaro István Veréb. Ele perdeu para o cubano Ivan Fundora 1–3 0–4. A derrota do cubano para o russo Buvaisar Saitiev nas quartas de final acabaram com as esperanças de medalha de Askren nos Jogos de 2008.
Como tinha 24 anos, Askren foi questionados se a falta de experiência foi um fator. Embora ele tenha sido campeão do NCAA duas vezes na Universidade de Missouri, ele era relativamente novo para o freestyle após lutar folkstyle na faculdade. "Isso não era", disse ele com lágrima nos olhos, "Eu simplesmente não era bom o suficiente".

## Carreira no MMA
Askren é faixa marrom em Jiu Jitsu Brasileiro e treinador de wrestling na American Top Team em Columbia, Missouri. Em Dezembro de 2008, Ben foi para Coconut Creek, Florida para treinar na American Top Team principal, onde tem muitos lutadores superiores. Ele atualmente treina na Roufusport em Milwaukee, Wisconsin onde é treinador de wrestling.

### Começo da carreira
Askren fez sua estréia profissional no MMA em 7 de Fevereiro de 2009. Acontecida na promoção do Headhunter, ele derrotou Josh Flowers por nocaute técnico no início do primeiro round.
Askren fez sua segunda luta no Patriot Act 2 em Columbia, Missouri. Ele derrotou Mitchell Harris por finalização. A luta foi realizada em um peso casado de 175 pounds.

### Grappling
Asken competiu no Campeonato Mundial de ADDC Wrestling Submission em 2009, em Barcelona, Espanha. Ele venceu a primeira luta contra Toni Linden por triângulo de braço. Ele perdeu a segunda luta para Pablo Popovitch, um grappler veterano grappler, por chave de pé no início da luta. Popovitch mais tarde ganhou o torneio na divisão abaixo de 77 kg (169 lb).
Askren também competiu no 2° Mundial de Grappling da FILA de 2009 em Fort Lauderdale, Florida. Askren enfrentou o Campeão Mundial de 2008, Jacob Volkmann, na categoria 84 kg no-gi. Askren venceu Volkmann e ganhou o ouro na categoria.

### Bellator Fighting Championships
Askren participou do Torneio Meio Médio da Segunda Temporada do Bellator. Em sua primeira luta, Askren derrotou Ryan Thomas por finalização técnica no Bellator 14 em 15 de Abril de 2010. O resultado da luta foi controverso porque Thomas reclamou que a interrupção havia sido prematura quando Askren encaixou o estrangulamento.
Após Jim Wallhead ser retirado do Torneio, Thomas teve outra chance de competir. Thomas derrotou Jacob McClintock por nocaute técnico no primeiro round no Bellator 15 e foi premiado com a revanche contra Askren. Quando os dois lutaram no Bellator 19, Askren venceu novamente, dessa vez por decisão unânime, o controlando com seu wrestling durante os três rounds.
No Bellator 22, Askren derrotou Dan Hornbuckle por decisão unânime após domina-lo com seu wrestling superior por três rounds, tornando-se o Campeão do Torneio Meio Médio da Segunda Temporada do Bellator. Em 21 de Outubro de 2010 na Filadélfia no Bellator 33 Askren tomou o Campeão Meio Médio do Bellator do então campeão Lyman Good. Apesar de ter sido atingido com uma pedalada brutal e quase ser pego em um triângulo em um minuto, ele foi capaz de derrubar e controlar Good em cada round. Askren venceu por decisão unânime e se tornou o Campeão Meio Médio do Bellator.
Askren retornou no Bellator 40 e derrotou Nick Thompson após derrubar e controlar Thompson por todos os três rounds. Embora Askren começou rapidamente o terceiro round com um soco rodado e outros golpes severos, ele foi pego com um overhand de direita por Thompson, o que levou Askren à derrubar e controlar Thompson pelo resto do round. Askren venceu por decisão unânime.
Depois de sua vitória sobre Nick Thompson em uma luta não válida pelo título. Askren revelou que se mudaria para Milwaukee para treinar contra Duke Roufus na Roufusport.
Askren defendeu com sucesso seu título contra o vencedor do Torneio da Quarta Temporada Jay Hieron no Bellator 56. Askren venceu por decisão dividida.
Askren defendeu com sucesso seu título contra o vencedor do Torneio da Quinta Temporada Douglas Lima no Bellator 64 em 6 de Abril de 2012. Ele venceu por decisão unânime.
Ele defendeu seu cinturão contra Karl Amoussou em 24 de Janeiro de 2013 no Bellator 86, vencendo por nocaute técnico (interrupção médica).
Askren defendeu novamente seu título, dessa vez contra Andrey Koreshkov em 31 de Julho de 2013 no Bellator 97 e venceu por nocaute técnico no quarto round.
Em 14 de Novembro de 2013, após um período de negociações, o Bellator anunciou que havia demitido Askren de qualquer novas negociações com a empresa, e que estava agora, livre para negociações.

### ONE Fighting Championship
Em 9 de Dezembro de 2013, Askren assinou um contrato de 2 anos/6 lutas com o ONE Fighting Championship.
Askren enfrentou Bakhtiyar Abbasov em 30 de Maio de 2014 no ONE FC: Honor and Glory e venceu por finalização no primeiro round. Ele então se tornou o Campeão Meio Médio do ONE FC ao derrotar o até então campeão Nobutatsu Suzuki em 29 de Agosto de 2014 no ONE FC: Reign of Champions por nocaute técnico no primeiro round.
A primeira defesa de cinturão de Askren foi contra Luis Santos em 24 de Abril de 2015 no ONE FC: Valor of Champions. Askren vinha sido dominado por Santos nos primeiros minutos de luta, quando ele acertou um golpe acidental no olho do adversário, que ficou impossibilitado de continuar, e o árbitro declarou a luta como Sem Resultado.

## Disc Golf
Em 15 de Maio de 2005 Askren fez sua estréia no disc golf no Fox Valley Open e ficou em 33°. Askren entrou em mais 4 torneios em 2009 incluindo a 10ª colocação no Montrose Open, 8° no Copper Mountain Open, 2° no Highnoon at Indiantown, e 10° em Bayville Bash at the Beach. Em 2006 Askren competiu em mais dois intermediários ficando em 3° Alabama Amateur Open e 151° no Bowling Green Amateur Championships. Em 13 de Maio de 2006 Askren deu um segundo tiro no Fox Valley Open dessa vez ficando em 5° e terminando o ano em 9° no St. Louis Open e 46° no PDGA Amateur Disc Golf World Championships.
Em 10 de Julho de 2010 Askren fez sua estréia profissional ficando em 65° no Brent Hambrick Memorial Open.

## Cartel no MMA
| Cartel no MMA   |             |            |
| 22 lutas        | 19 vitórias | 2 derrotas |
| Por nocaute     | 6           | 1          |
| Por finalização | 6           | 1          |
| Por decisão     | 7           | 0          |
| No contest      | 1           | 1          |

| Res.    | Cartel   | Oponente           | Método                                  | Evento                              | Data       | Round | Tempo | Local                    | Notas                                                                          |
| ------- | -------- | ------------------ | --------------------------------------- | ----------------------------------- | ---------- | ----- | ----- | ------------------------ | ------------------------------------------------------------------------------ |
| Derrota | 19-2 (1) | Demian Maia        | Finalização (mata leão)                 | UFC Fight Night: Maia vs. Askren    | 26/10/2019 | 3     | 3:54  | Kallang                  | Mais tarde, anunciou a sua aposentadoria.                                      |
| Derrota | 19-1 (1) | Jorge Masvidal     | Nocaute (joelhada voadora)              | UFC 239: Jones vs. Santos           | 06/07/2019 | 1     | 0:05  | Las Vegas, Nevada        | Sofreu o nocaute mais rápido da história do UFC (5 segundos).                  |
| Vitória | 19-0 (1) | Robbie Lawler      | Finalização (estrangulamento buldogue)  | UFC 235: Jones vs. Smith            | 02/03/2019 | 1     | 3:20  | Anaheim, California      | Retorno da aposentadoria; Estreia no UFC.                                      |
| Vitória | 18-0 (1) | Shinya Aoki        | Nocaute Técnico (socos)                 | ONE 63: Immortal Pursuit            | 24/11/2017 | 1     | 0:57  | Kallang, Singapore       | Defendeu o Cinturão Meio Médio do ONE FC; Anunciou a sua aposentadoria.        |
| Vitória | 17-0 (1) | Zebaztian Kadestam | Nocaute Técnico (socos)                 | ONE Championship: Xangai            | 02/09/2017 | 2     | 4:09  | Xangai                   | Defendeu o Cinturão Meio Médio do ONE FC.                                      |
| Vitória | 16-0 (1) | Agilan Thani       | Finalização (triângulo de braço)        | ONE Championship: Dynasty of heroes | 16/05/2017 | 1     | 2:20  | Kallang                  | Defendeu o Cinturão Meio Médio do ONE FC.                                      |
| Vitória | 15-0 (1) | Nikolay Aleksakhin | Decisão (unânime)                       | ONE Championship: Global Warriors   | 15/04/2016 | 5     | 5:00  | Pasay                    | Luta não válida pelo título.                                                   |
| NC      | 14-0 (1) | Luis Santos        | Sem Resultado (golpe no olho)           | ONE FC: Valor of Champions          | 24/04/2015 | 1     | 2:19  | Manila                   | Defendeu o Cinturão Meio Médio do ONE FC.                                      |
| Vitória | 14-0     | Nobutatsu Suzuki   | Nocaute Técnico (socos)                 | ONE FC: Reign of Champions          | 29/08/2014 | 1     | 1:24  | Dubai                    | Ganhou o Cinturão Meio Médio do ONE FC.                                        |
| Vitória | 13-0     | Bakhtiyar Abbasov  | Finalização (triângulo de braço)        | ONE FC: Honor and Glory             | 30/05/2014 | 1     | 4:21  | Kallang                  | Estreia no ONE FC                                                              |
| Vitória | 12-0     | Andrey Koreshkov   | Nocaute Técnico (socos)                 | Bellator 97                         | 31/07/2013 | 4     | 2:58  | Rio Rancho, New Mexico   | Defendeu o Cinturão Meio Médio do Bellator.                                    |
| Vitória | 11-0     | Karl Amoussou      | Nocaute Técnico (interrupção médica)    | Bellator 86                         | 24/01/2013 | 3     | 5:00  | Thackerville, Oklahoma   | Defendeu o Cinturão Meio Médio do Bellator.                                    |
| Vitória | 10-0     | Douglas Lima       | Decisão (unânime)                       | Bellator 64                         | 06/04/2012 | 5     | 5:00  | Windsor, Ontario         | Defendeu o Cinturão Meio Médio do Bellator.                                    |
| Vitória | 9-0      | Jay Hieron         | Decisão (dividida)                      | Bellator 56                         | 29/10/2011 | 5     | 5:00  | Kansas City, Kansas      | Defendeu o Cinturão Meio Médio do Bellator.                                    |
| Vitória | 8-0      | Nick Thompson      | Decisão (unânime)                       | Bellator 40                         | 09/04/2011 | 3     | 5:00  | Newkirk, Oklahoma        | Luta não válida pelo título.                                                   |
| Vitória | 7-0      | Lyman Good         | Decisão (unânime)                       | Bellator 33                         | 21/10/2010 | 5     | 5:00  | Filadélfia, Pennsylvania | Ganhou o Cinturão Meio Médio do Bellator.                                      |
| Vitória | 6-0      | Dan Hornbuckle     | Decisão (unânime)                       | Bellator 22                         | 17/06/2010 | 3     | 5:00  | Kansas City, Missouri    | Final do Torneio Meio Médio da 2ª Temporada.                                   |
| Vitória | 5-0      | Ryan Thomas        | Decisão (unânime)                       | Bellator 19                         | 20/05/2010 | 3     | 5:00  | Grand Prairie, Texas     | Semifinal do Torneio Meio Médio da 2ª Temporada; Ryan substituiu Jim Wallhead. |
| Vitória | 4-0      | Ryan Thomas        | Finalização Técnica (guilhotina)        | Bellator 14                         | 15/04/2010 | 1     | 2:40  | Chicago, Illinois        | Estreia no Bellator; Quartas de Final do Torneio Meio Médio da 2ª Temporada.   |
| Vitória | 3-0      | Matt Delanoit      | Finalização (estrangulamento norte/sul) | MFDM: Ballroom Brawl                | 28/08/2009 | 1     | 1:15  | Des Moines, Iowa         |                                                                                |
| Vitória | 2-0      | Mitchell Harris    | Finalização (triângulo de braço)        | HP: The Patriot Act 2               | 25/04/2009 | 1     | 1:27  | Columbia, Missouri       | Luta no Peso Casado 175 lb.                                                    |
| Vitória | 1-0      | Josh Flowers       | Nocaute Técnico (socos)                 | HP: The Patriot Act                 | 07/02/2009 | 1     | 1:25  | Columbia, Missouri       |                                                                                |